# 新生里 (臺南市南區)
新生里位於臺灣臺南市南區健康路一段、大同路、大林路與體育路區域間。北、東、南至西順時針分別與中西區的法華里、東區的路東里及大德里、大林里與大林里及竹溪里銜接。原為戰後初期日本人遺留或空軍聯隊興建的老舊眷村-「大林新村」為克難式磚木造平房，住戶多次透過軍方和市府協調，希望能重建為國民住宅。1981年經行政院核准，於1982年8月8日由空軍總部和市府簽訂合作改建協議書，但因當時經濟不振導致房屋市場低迷，暫停改建。1994年市府積極尋求解決方案，終於1999年2月完工，命名為「大林新城國宅」，為10~13樓之現代公寓住宅，一樓為商業店鋪，並設有地下停車場。主要商業活動區域為大同路及大林路段。

## 公共設施
- 體育設施

臺南市體育公園-室外紅土網球場、室內紅土網球場。自行車場、槌球場、足球場、籃球場、橄欖球場
- 臺南市軍人忠烈祠：為一樓鋼筋混凝土建築，朝北左側臨竹溪，原是日治時代的「臺南神社」，前身為「北白川宮能久親王御遺跡所」，二次世界大戰戰後改為忠烈祠。

忠烈祠右側設有一開放室外停車場，健康路與大同路之交通要衝設有「府城藝術轉角」綠化空間提供綠色意向外亦可供市民休閒。

## 外部連結
- 臺南市政府體育處
- 臺南市軍人忠烈祠